# France Clidat

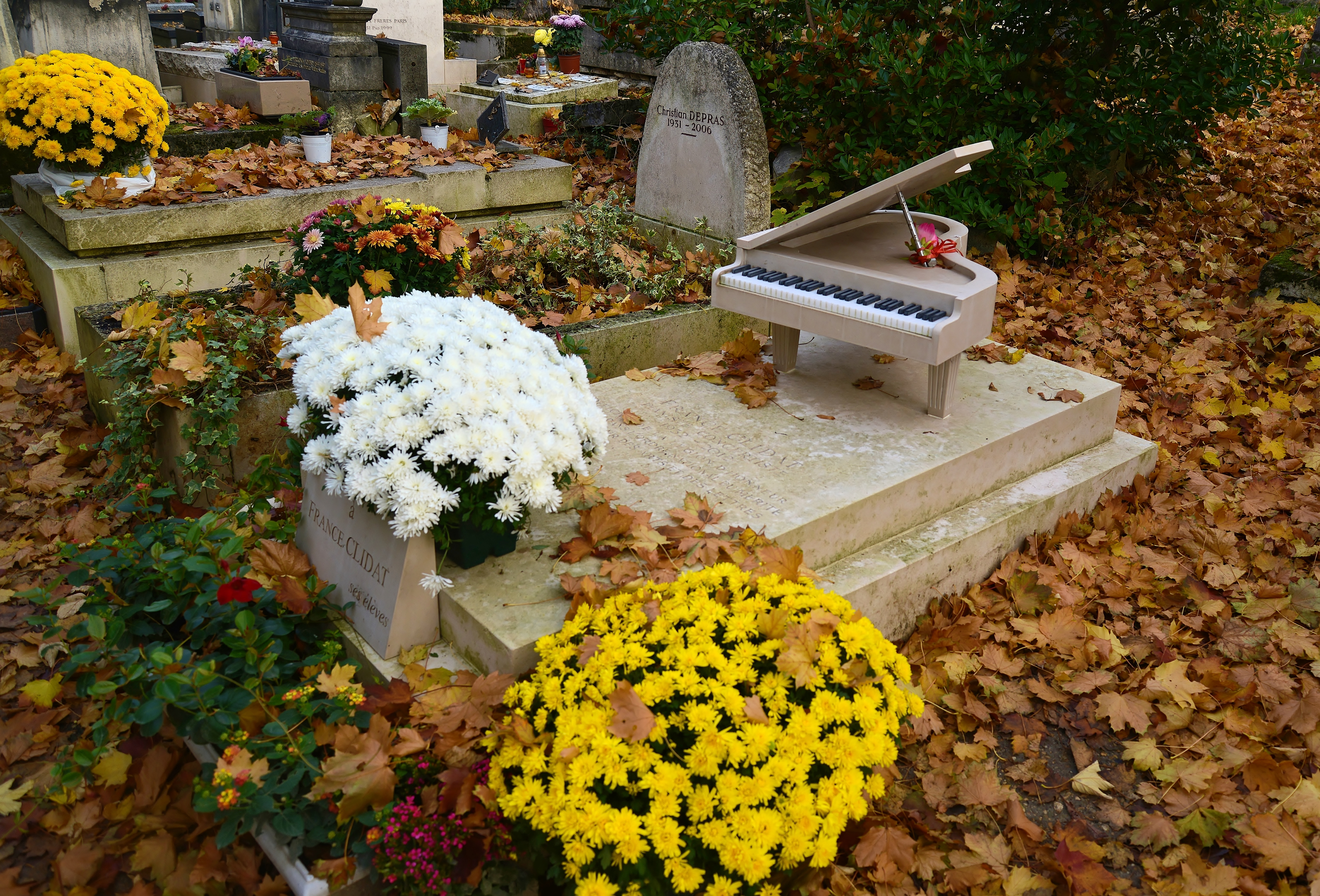
Tumba de la pianista francesa France Clidat, cementerio de Pere Lachaise, París, Francia.

France Clidat (Nantes, 22 de noviembre de 1932 - París, 17 de mayo de 2012)  fue una pianista francesa reconocida por sus interpretaciones de las obras de Franz Liszt, de las que grabó gran parte, y de Erik Satie, cuyas obras completas para piano grabó también

## Biografía
En 1948, a los 15 años, France Clidat tocó el Concierto en la menor de Henri Sauguet en Ginebra bajo la dirección de Ernest Ansermet. Estudió en el Conservatorio de París con Lazare Lévy, Maurice Hewitt, Alexis Roland-Manuel, Norbert Dufourcq y Robert Siohan  y recibió el primer premio de piano en 1950, a la edad de 18 años  Posteriormente estudió con Emil Gilels y Lélia Gousseau. 
En el Concurso Internacional de Budapest de septiembre de 1956, ganó el Premio Franz Liszt, que no se otorgaba desde 1937. Posteriormente actuó en muchos lugares de todo el mundo. Después de un recital en el Théâtre des Champs-Élysées de París, Bernard Gavoty, crítico de Le Figaro, la apodó "Madame Liszt".  También fue llamada "embajadora del piano francés"  y fue situada junto a Monique Haas, Cécile Ousset, Robert Casadesus y Philippe Entremont como representante destacada de la escuela de piano francesa.
En las décadas de 1960 y 1970, para Les Éditions Vega, grabó las siguientes obras de Franz Liszt distribuidas por el sello Decca:
- Obras originales en el ámbito de la música programática ( Années de pèlerinage, Legends, etc.)
- Obras de carácter puramente folclórico (las rapsodias húngaras y piezas generalmente en forma de danzas, valses, mazurcas, polonesas, etc.)
- Estudios o ejercicios (varias colecciones de los Estudios de ejecución trascendental)
- Obras originales en el ámbito de la música pura (la Sonata en si menor, baladas, nocturnos, etc.)
- Transcripciones o paráfrasis de óperas o lieder.[5]

Este proyecto incluyó una serie de grabaciones de estreno de las obras de Liszt ( Mephisto Waltzes Nos. 3 y 4, Valse oubliée No. 3, Mephisto Polka, Mazurka brillante, dos Caprices-Valses, dos Csardas, Scherzo y Marche, Marche solonelle en honor a Goethe., Galop en La menor y dos Albumblätter )  y le valió el Grand Prix du Disque de l'Académie Charles Cros y el Grand Prix de l'Académie Européenne du Disque. Aunque se afirma a veces que grabó las "obras completas para piano de Liszt"  y "la producción pianística completa de Liszt", este no es el caso ya que sus grabaciones de Liszt  suponen 24 LP, que luego se transfirieron a 28 CD, no  son comparables con los 99 CD de Liszt grabados por Leslie Howard, que incluían más de 300 grabaciones de estreno. A partir de 1980 grabó para el sello Forlane.
France Clidat grabó las obras completas para piano de Erik Satie,  y obras de Rachmaninoff, Grieg, Chopin, Chaikovski  y Marcel Landowski. 
Enseñó en la École Normale de Musique de París  durante varios años, donde atrajo a muchos alumnos de todo el mundo. También impartió clases magistrales en varios países, particularmente Japón. 
Clidat actuó como jurado en muchos concursos de piano, incluido el Concurso Internacional de Piano Paloma O'Shea de Santander, el Concurso Internacional Franz Liszt,  el Concurso Internacional de piano de Rodas,  y el Concurso Francis Poulenc.
Publicó algunos artículos sobre la música para piano de Franz Liszt, como "The Transcendental Studies: A Lisztian Pianist's Impressions" en New Light on Liszt and His Music (Walker, Saffle, Deaville)  y "Aux sources littéraires de Franz Liszt", con Jeanne Fauré-Cousin, en un número doble monográfico de La Révue musicale.
Le fueron dedicadas muchas obras  y Bruno Rossignol le escribió un Aria et Fugato sur le Nom de France Clidat.
Su interpretación del Adagio del Concierto para piano en la menor de Grieg, op. 16, apareció en la película Maelström del año 2000.

## Honores
Fue nombrada Chevalier des Arts et des Lettres en 1976 y Chevalier de l'Ordre National du Mérite en 1987.
También fue nombrada Caballero de la Legión de Honor y recibió la Médaille de Vermeil de la Ville de Paris. 

## Muerte
France Clidat murió el 17 de mayo de 2012, a los 79 años, y fue enterrada en el cementerio Père Lachaise.